# Hans Makart

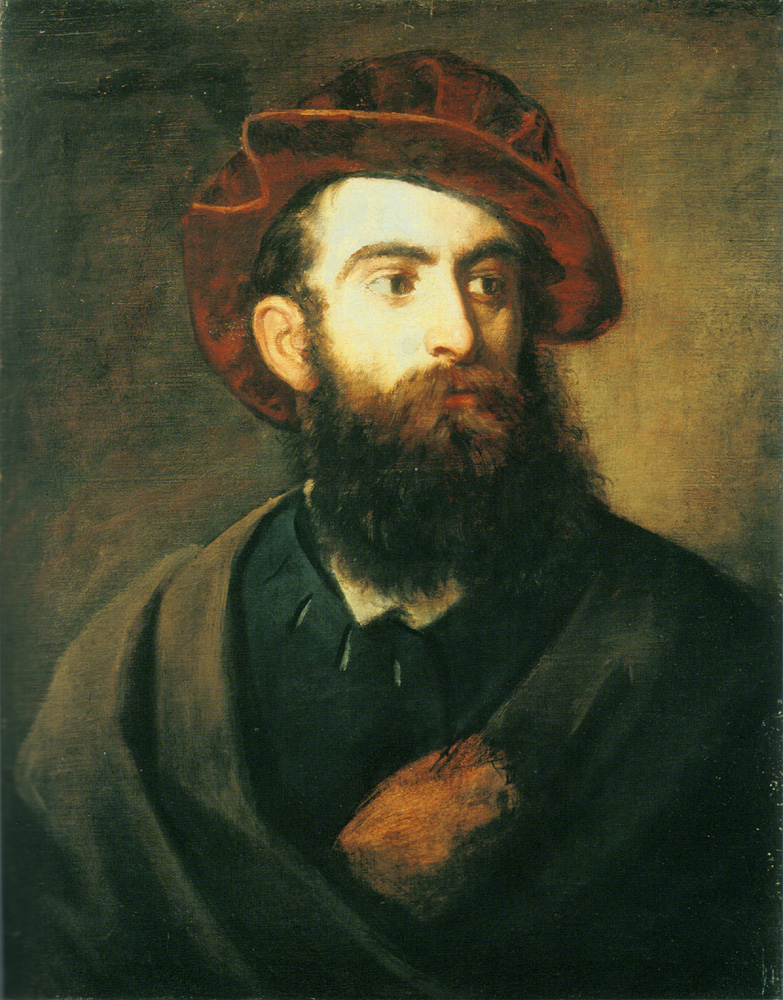
Hans Makart, zelfportret, 1878

Hans Makart (Salzburg, 28 mei 1840 – Wenen, 3 oktober 1884) was een Oostenrijks kunstschilder en decoratieschilder. Hij werkte in de klassieke stijl van de academische kunst, maar wordt ook wel gezien als een voorloper van het  symbolisme.

## Leven
Makart studeerde aan de Academie van beeldende kunsten in Wenen, maar werd daar vanwege gebrek aan talent van af gestuurd. In 1861 ging hij vervolgens naar de academie in München, waar hij verder studeerde bij Carl Theodor von Piloty, die het wel in hem zag zitten. Tussen 1862 en 1869 maakte hij studiereizen naar Londen, Parijs en Italië, om zich in 1869 opnieuw in Wenen te vestigen, waar hij professor aan de academie werd. Op voorspraak van keizer Frans Jozef I van Oostenrijk mocht hij op staatskosten een groots atelier inrichten, waar hij in de jaren 1870 fameuze atelierfeesten zou geven, met veel prominenten, onder wie regelmatig Richard Wagner, Arnold Böcklin en Franz Liszt. 

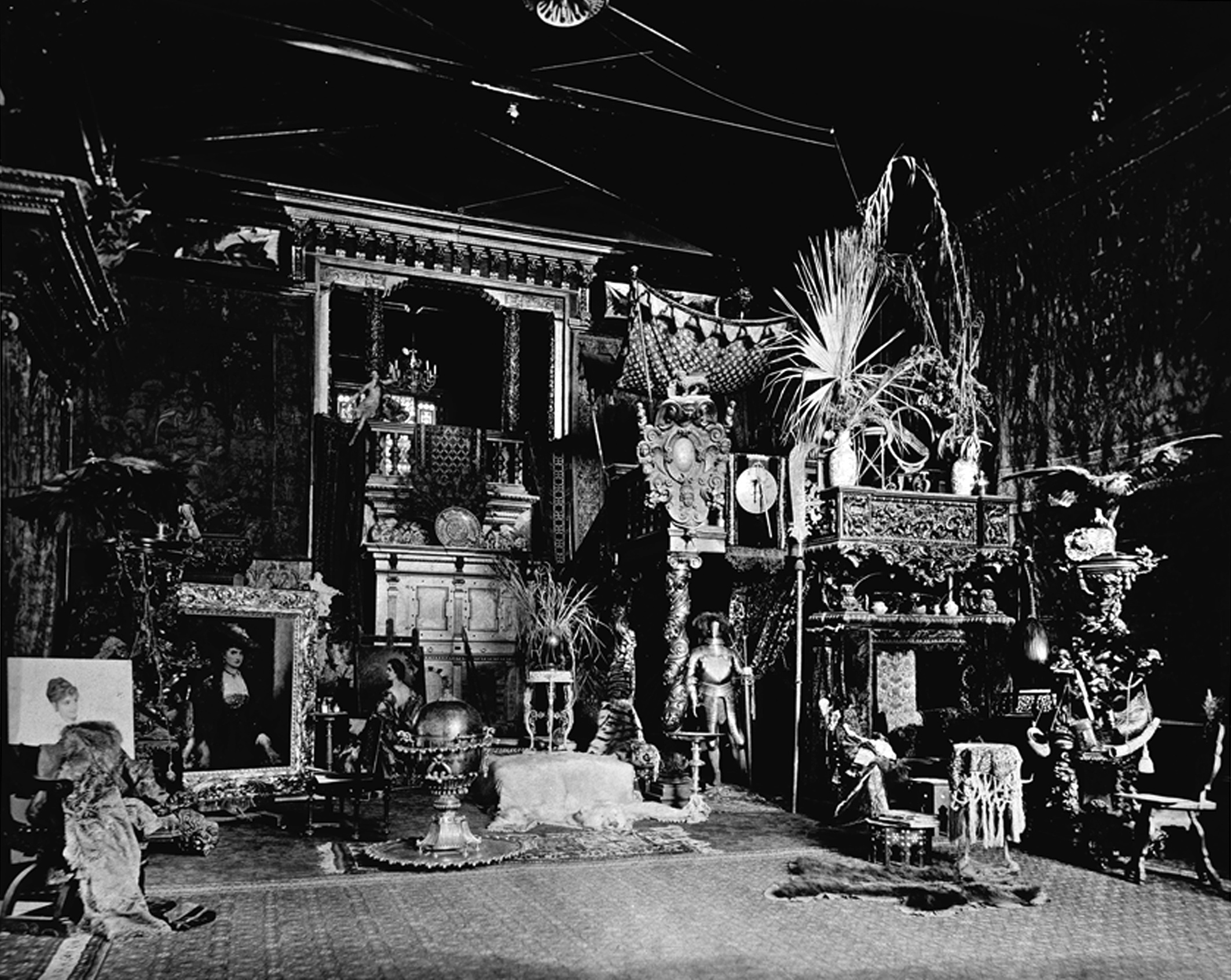
Makarts atelier, 1875

In de jaren zeventig groeide Makart uit tot de leidende figuur in de Weense kunstwereld, die zich concentreerde rondom de Ringstraße. Hij bleef veel reizen, onder andere naar Spanje en Marokko en bezocht in 1877 ook België en Nederland. Hij overleed in 1884 aan syfilis, 44 jaar oud.
In het Wiener Stadtpark staat een standbeeld ter herinnering aan Hans Makart.

## Werk
Het werk van Makart kenmerkt zich door de typische academische stijl die in het midden van de negentiende eeuw in Duitsland en Oostenrijk dominant was. Zijn grote voorbeelden waren Rubens en Titiaan. Hij schilderde veel historische taferelen en allegorieën (met als bekendste voorbeeld zijn De vijf zinnen, thans in Slot Belvedere), maar ook talloze portretten in opdracht van de Weense en Münchense beau monde. Daarnaast maakte hij ook naam met zijn vele decoratieve muurschilderingen. Ook werkte hij als decorateur en kostuumontwerper, vaak bedoeld voor dames die hij zelf portretteerde.
Vanuit zijn klassieke opleiding ontwikkelde Makart een duidelijk eigen stijl, die in Wenen de 'Makart-stijl' genoemd werd, en waarbinnen het uitbundige kleurgebruik van de Münchense school een belangrijk aspect vormt. Tevens zijn kenmerken van het estheticisme herkenbaar. Zijn werk typeert zich echter ook door de toevoeging van symbolische elementen, die zijn werk toentertijd een vernieuwend karakter gaven. Kunsthistorisch wordt hij dan ook wel gezien als een voorloper van het symbolisme en de sezession-kunst. Hij was van grote invloed op de latere Oostenrijkse kunstschilders Gustav Klimt en Hans Zatzka.
Werk van Makarts werk is te zien in tal van Duitse en Oostenrijkse musea, waaronder het Wien Museum en de Österreichische Galerie Belvedere te Wenen, en de Neue Pinakothek te München.

## Galerij

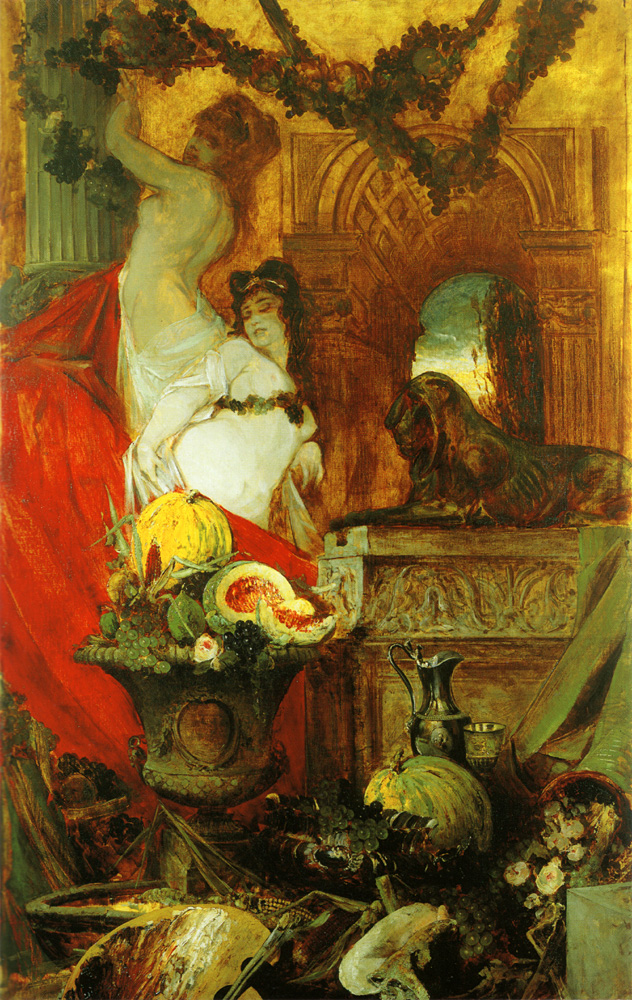
Alegorie auf die Lebenslust.
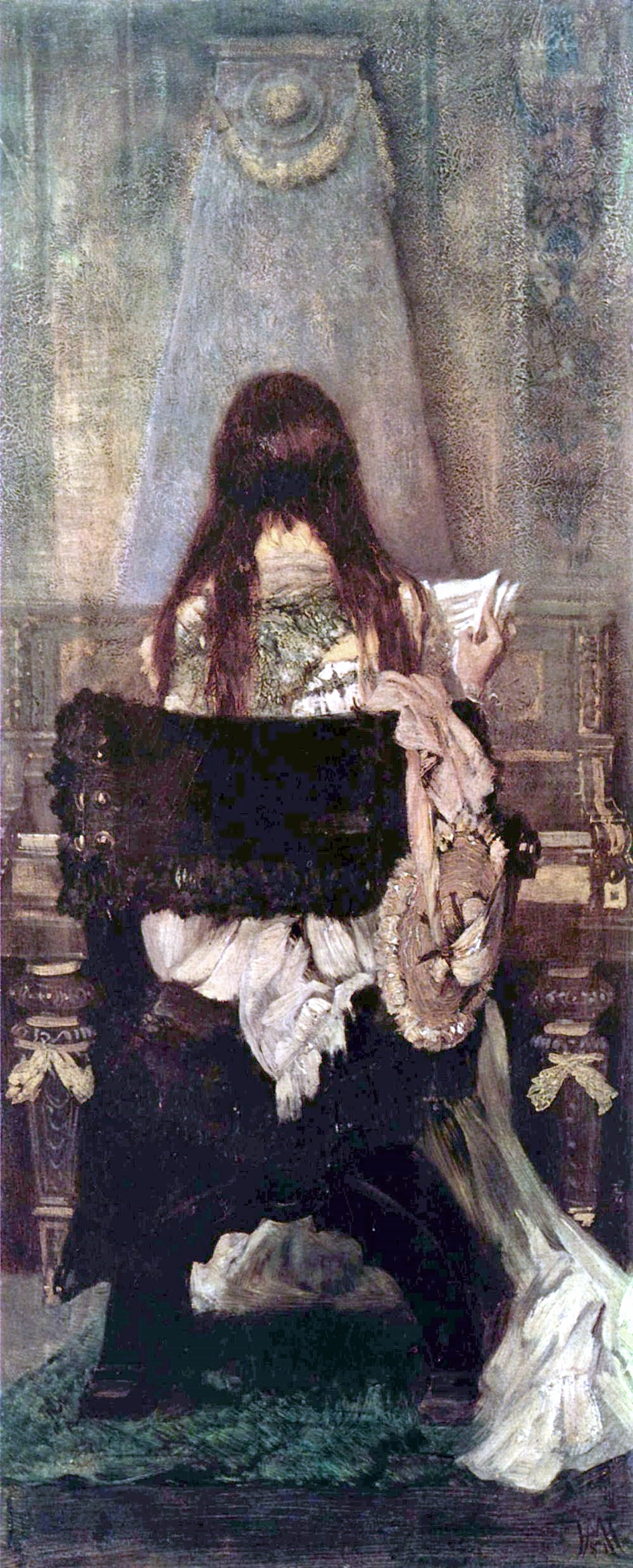
Dame am Spinett
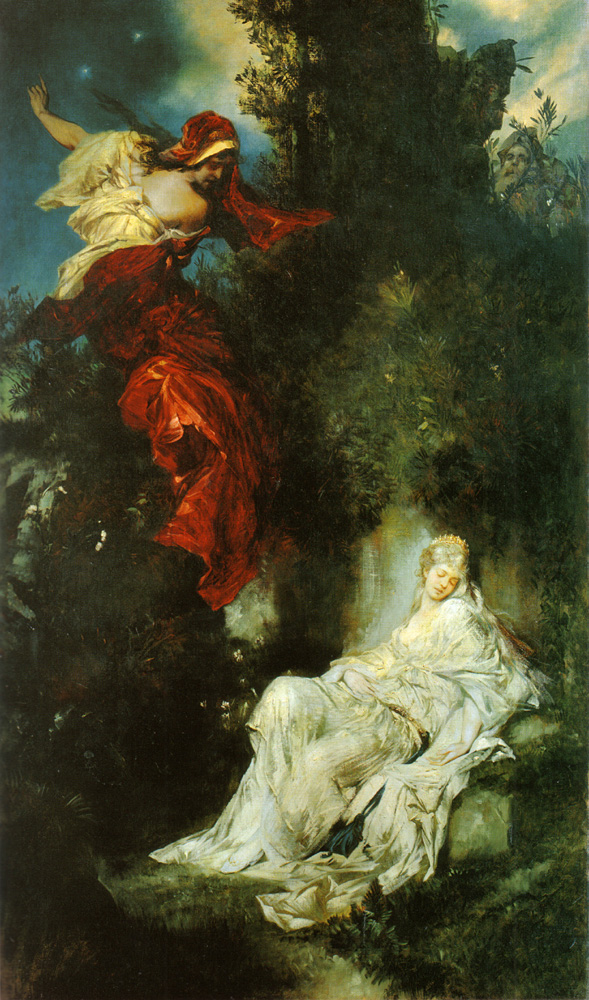
Das schlafende Schneewittchen
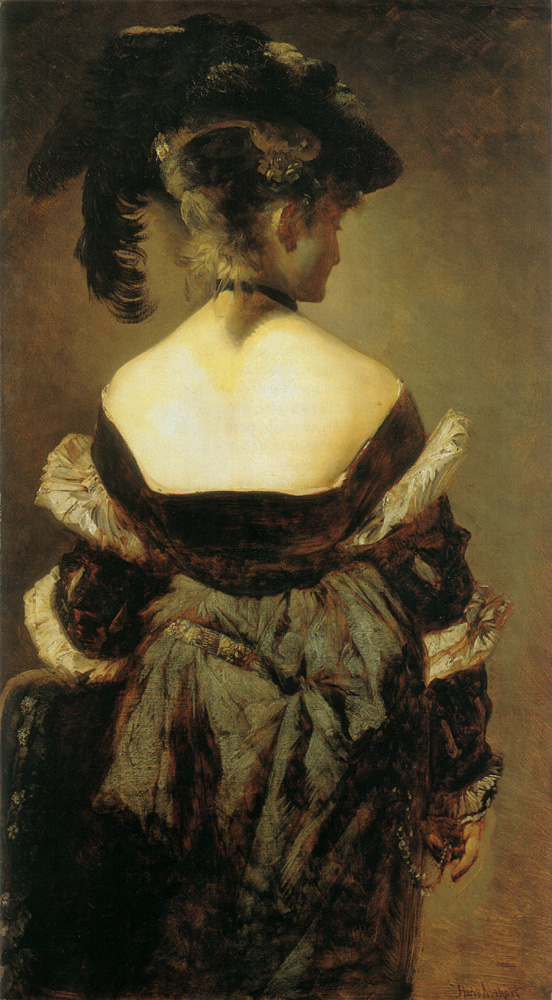
Dame mit Federhut in Ruckenansicht
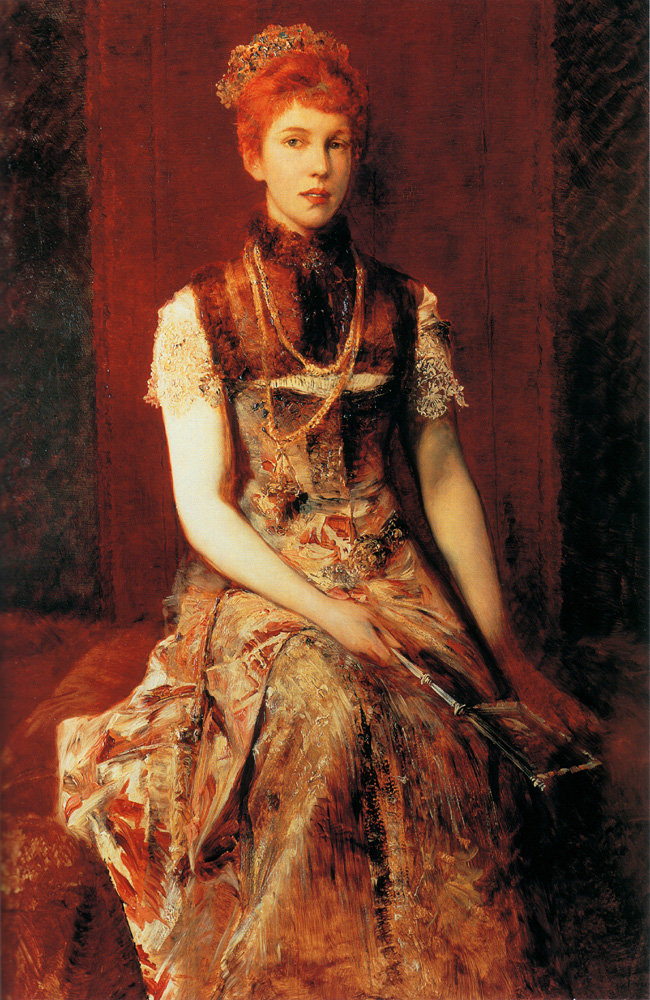
Dora Fournier Gabillon
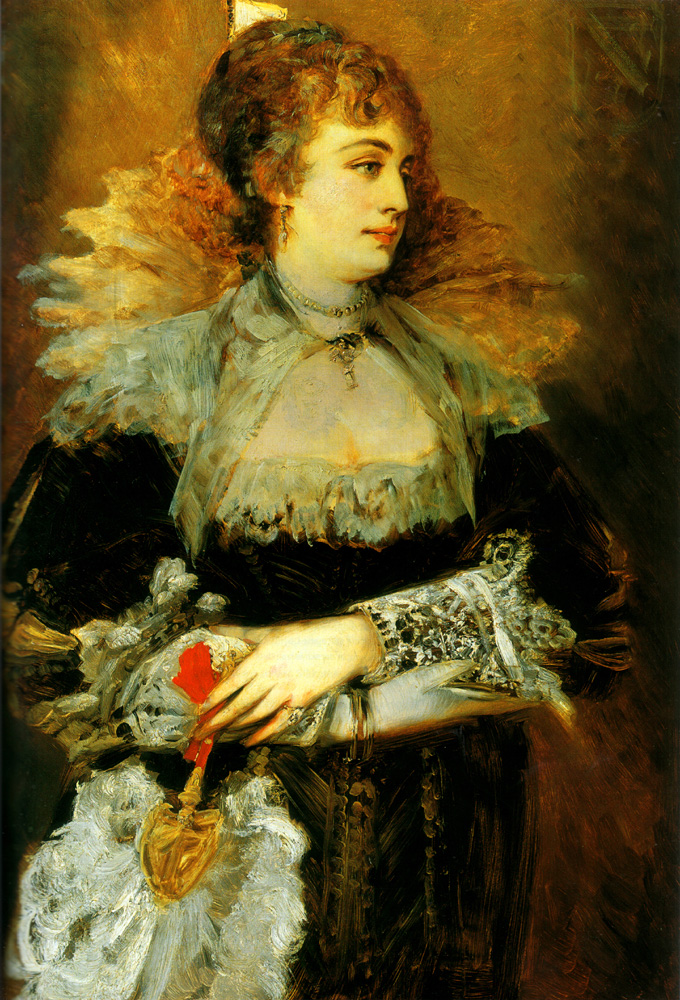
Hanna Klinkosch
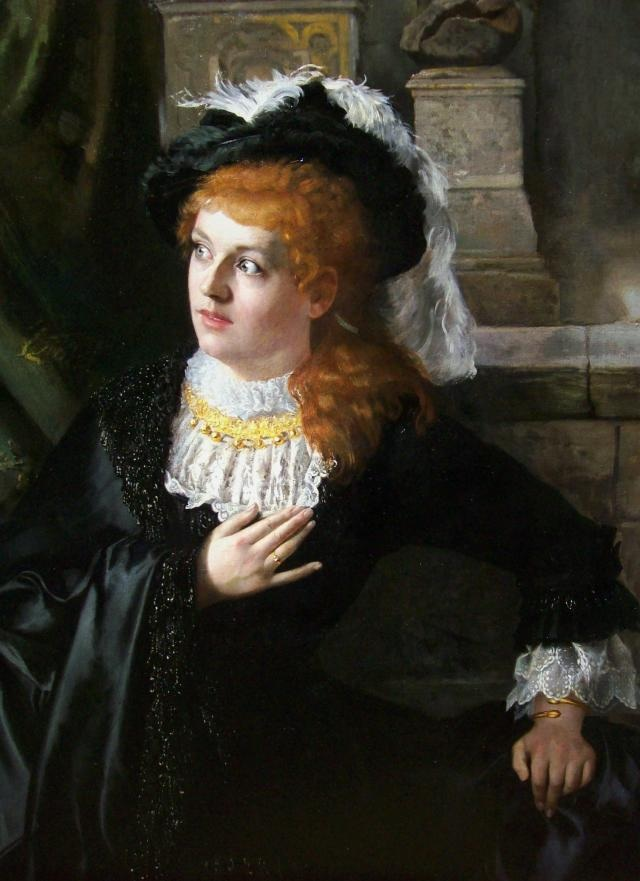
Porträt einer Schauspielerin
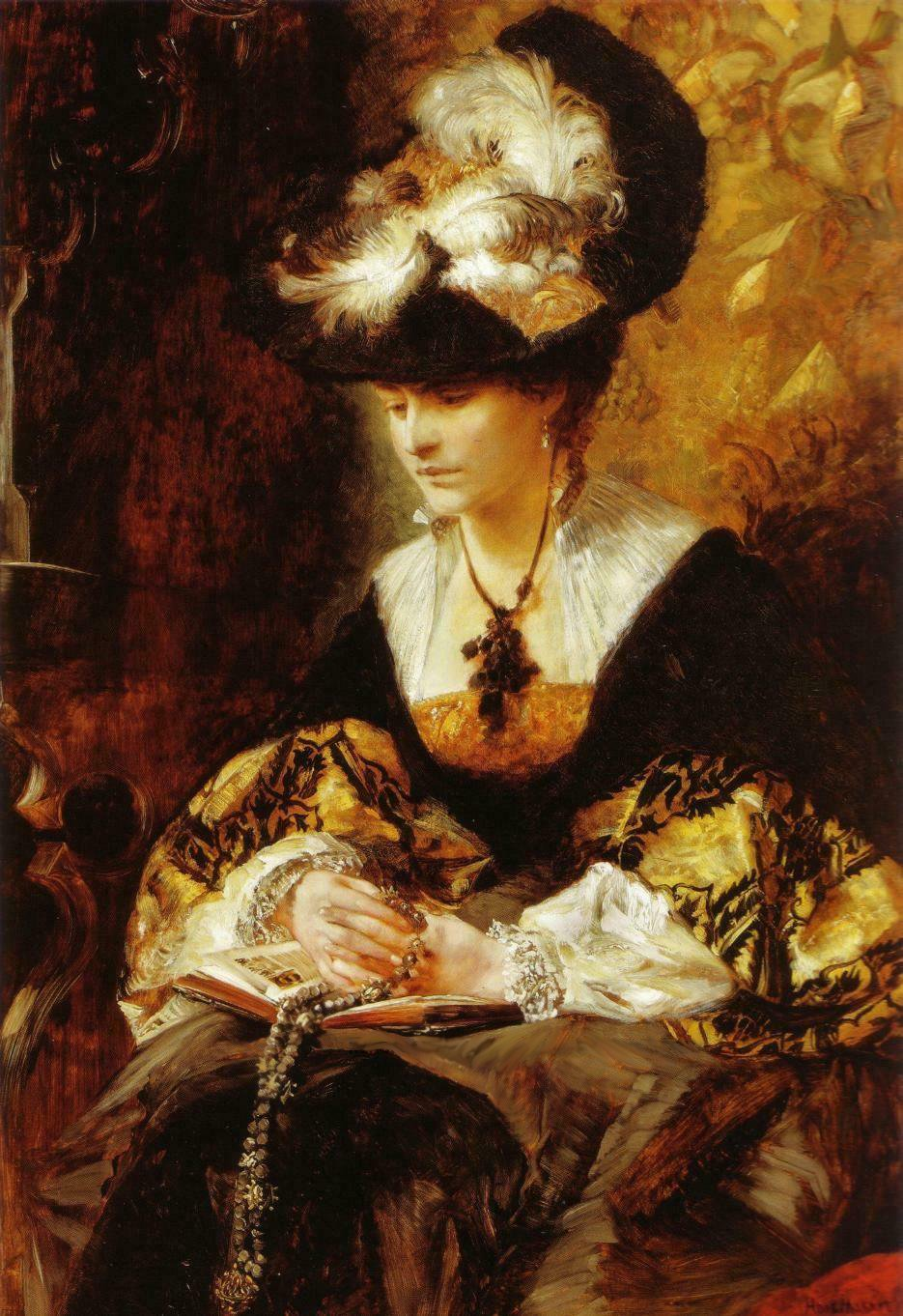
Bildnis Gräfin Palffy (Die Betende)
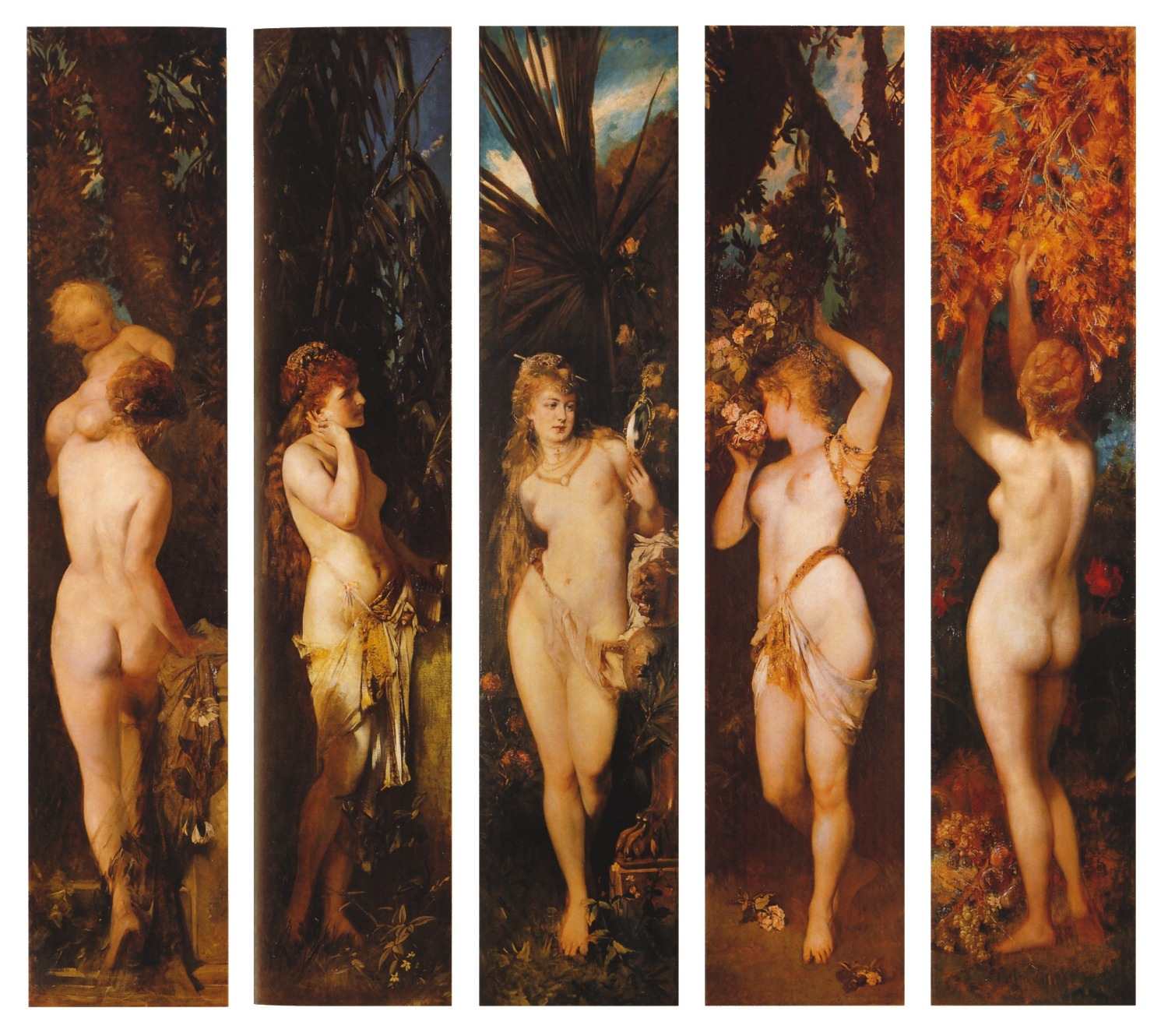
Die Fuenf Sinne
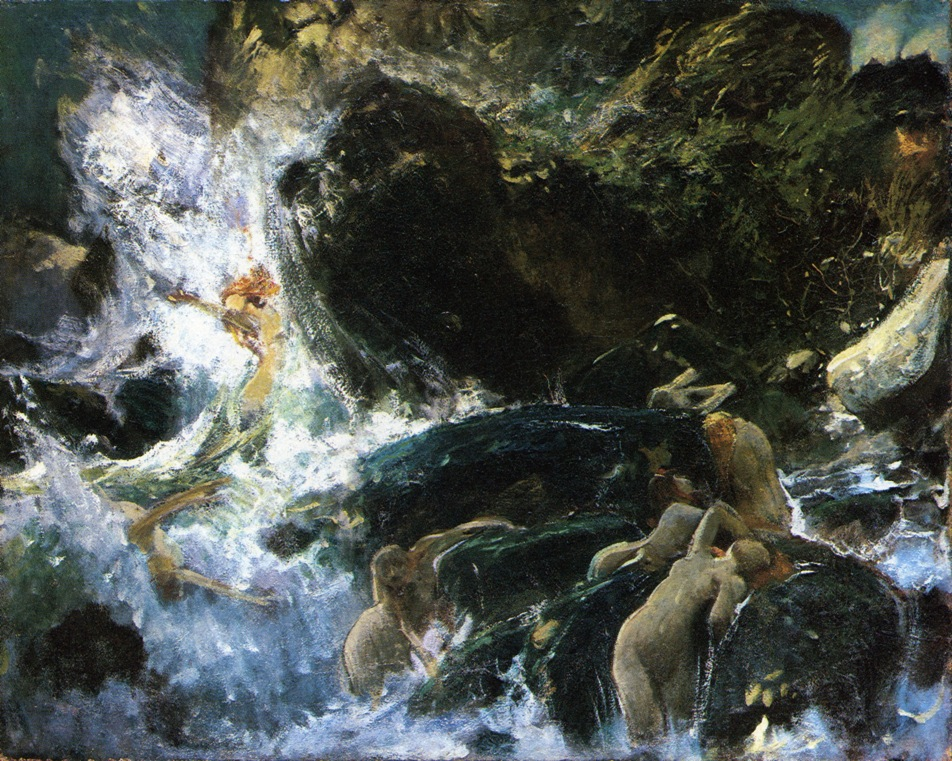
De Rijnmaagden